# 長谷川謹介
長谷川謹介（日语：／ Hasegawa Kinsuke，1855年9月20日—1921年8月27日），日本山陽道長門國厚狹郡千崎村（今山口縣山陽小野田市千崎）人，鐵道院副總裁。
因台灣總督府民政長官後藤新平的邀請，長谷川謹介於1899年來台出任「臨時台灣鐵道敷設部」技師長，是建設台灣縱貫鐵路的總工程師。在日治時期的台北車站前，曾經立有一座紀念長谷川氏的銅像。
長谷川謹介在台9年，著手延續了劉銘傳所規劃的基隆至新竹段鐵路，並延伸至高雄鳳山地區，串起台灣南北的縱貫鐵路，奠定了台灣鐵道的現代化發展基礎並確立相關重要制度，直至1908年縱貫線全線通車後才返日。對台灣日後的鐵路、經濟與城鄉發展關係影響深遠。

## 經歷
1874年（明治7年），初進入鐵道寮，擔任英語通譯。
1877年（明治10年），入鐵道工技生養成所修業。同年，鐵道寮被廢止，轉任工部省的技術人員。
1892年（明治25年），辭官而成為日本鐵道的工程師。1897年（明治30年），兼任岩越鉄道的囑託技師。
1899年（明治32年），受台灣總督府民政長官後藤新平的邀請來台，擔任臨時台灣鐵道敷設部技師長。台灣鐵道敷設部改組為鐵道部時仍任技師長。
1906年（明治39年），出任台灣總督府鐵道部部長。除了規劃縱貫線鐵路之外，也進行港口、車站與支線的建設工作。他在台灣期間，罹患中耳炎及腎臟病。
1908年（明治41年），縱貫線鐵路完工全線通車後離開台灣。
長谷川謹介回到日本後，歷任東部鐵道管理局長、西部鐵道管理局長、鉄道院理事、中部鐵道管理局長、鐵道院技監、鐵道院副總裁等職。

## 榮譽
- 1906年（明治39年）4月1日 - 勲二等旭日重光章[8]。
- 1909年（明治42年）10月20日 - 正四位[9]
- 1915年（大正4年）11月10日 - 大礼記念章[10]